# 하동 쌍계사 목조석가여래삼불좌상 및 사보살입상
하동 쌍계사 목조석가여래삼불좌상 및 사보살입상(河東 雙磎寺 木造釋迦如來三佛坐像 및 四菩薩立像)은 경상남도 하동군, 쌍계사에 있는 조선시대의 목조 불상이다. 2003년 8월 21일 대한민국의 보물 제1378호로 지정되었다.
대웅전에 봉안되어 있는 석가모니불 중심의 삼세불좌상과 일광·월광·관음·세지보살 추정의 네 보살입상이 한 조를 이루는 칠존불 형식으로, 개금불사시(2002년 11월) 복장에서‘조성기’가 발견되어
조성은 1639년(숭정 12년, 조선 인조 17년)이며 청헌(淸憲)비구를 위시한 11명의 화승들에 의해 이
루어졌음이 밝혀졌다.
비록 우보처불인 아미타불상의 조성시기와 재료, 양식적 특징이 다른 상들과달라 제외되었기는 하지
만 조선시대 17세기 전반 경의 칠존불 형식 불상 연구에 중요한 자료로 평가된다.

## 삼세불좌상

### 석가모니불(본존불; 중앙)
중앙에 안치되어 있는 본존불로써 크기가 가장 크고 체구 또한 당당함이 좌·우보처 불상에 앞서는 이 상은, 허리를 곧추 세운 채 머리만을 앞으로 살짝 내밀고 눈을 내려 떠 굽어보는 것과도 같은 자세에 넓게 벌어진 어깨와 넓은 무릎을 하여 건장하면서도 안정감이 있다.
육계의 구분이 거의 없이 동그스럼해진 머리에는 이마 위쪽과 머리 꼭대기에 중앙계주(中央珠)와 정상계주(頂上　珠)가 마련되어 있으며, 얼굴은 뺨에 살이 올라 각지지 않은 둥글 넓적한 형태에 부드러운 미소를 머금은 원만상으로 근엄함과 온화함이 함께 엿보인다.
몇 가닥의 주름선만을 사용하여 간단하게 처리한 통견(通肩)형식의 불의(佛衣)는 오른 어깨를 덮은 옷자락을 팔꿈치를 감아 왼쪽 겨드랑이로 흘러 들어가게 하여 팔이 드러나도록 함으로써 17세기 전반 경 이후 불상들에서 전형적으로 나타나는 착의법을 보여주고 있다.
손 모습(手印)은 왼 손을 무릎 위에 두고 오른 손을 무릎 아래로 내린 항마촉지인(降魔觸地印)으로, 적당한 크기에 자연스럽고 부드럽게 표현하여 조화로움은 물론 사실성이 돋보여 장인(화승)의 뛰어난 조각 솜씨를 느끼게 한다.

### 약사불(좌보처불; 향우)
향하여 본존불의 오른쪽에 안치되어 있는 상으로 본존불에 비하여 크기가 다소 작아지고 손모양이 달라졌으며, 얼굴과 귀가 약간 길어지고 변화된 착의법과 옷주름이 보다 복잡해진 점 등만이 다를 뿐 굽어보는 듯한 자세와 머리모양, 얼굴 표정, 짧아진 목과 당당한 어깨, 넓은 무릎, 사실성 넘쳐나는 손의 표현, 밋밋한 듯 부피감이 있는 신체 등 거의 동일한 양식적 특징을 보여주고 있다.
손 모습은 약그릇 없이 두 손을 모두 무릎에 대고 엄지와 중지를 맞댄 이른바 하품중생인(下品中生印)의 아미타인(阿彌陀印)을 하였다. 이 상에서도 개금불사시 본존불과 같은 내용의‘조성기’가 발견됨으로써 같은 시기에 동일 화승들에 의해 조성되었음을 알 수 있다.

## 사보살입상
약사불과 아미타불 좌·우에 서 있는 네 구의 보살입상으로 일광(日光)·월광(月光)보살상과 관음(觀音)·세지(勢至)보살상으로 생각된다. 개금을 위한 기초작업 과정 중 재료는 적송(赤松)이며 손과 발을 별도로 만들어 끼웠음이 밝혀졌다. 그리고 어깨 위로 굼슬거리며 길게 드리워진 머리칼 역시 옻칠과 황토를 혼합하여 만들어 별도 부착하였고 등 뒤에 복장구(腹藏口)가 마련되었음을 알 수 있었다.
네 구의 상 모두 배를 앞으로 약간 내민 듯한 S자 모양의 늘씬한 체구에 화려한 보관을 쓰고 귀걸이와 목걸이, 팔찌 등의 간단한 장식만을 하였으며, 통견 형식의 천의(天衣)에 손에는 각기의 지물(持物)을 들었다. 손 모습은 각 협시상끼리 서로 같아 일광·월광보살상은 왼 손을 어깨 위로 들고 오른 손을 아래로 하였으며, 관음·세지보살상은 반대로 오른 손을 어깨 위로 들고 왼 손을 아래로 내렸다.
얼굴 모습은 네 보살상이 거의 동일한 긴 네모꼴로 턱이 동그래지고 오똑한 코에 입가로 미소가 번져나 원만상을 하였으며, 천의 자락과 양 손 및 발의 표현 또한 매우 자연스럽고 사실적으로 석가모니불 및 약사불상과 함께 작품성이 뛰어나다 하겠다.
약사불의 협시인 일광·월광보살상은 관의 중앙에 해(日)와 달(月)을 상징하는 둥근 모양의 원판이 마련되어 있으며, 손에는 연꽃가지를 들었다. 그리고 아미타불의 협시상인 관음·세지보살상은 화려한 큰 꽃판에 지물로는 연꽃가지(관음보살)와 정병(淨甁, 세지보살)을 들었다.
네 상 중 대표적으로 관음보살상의 복장을 확인한 결과 이 곳에서도‘조성기’가 발견되어, 조성연대 및 조성 화원이 삼불상과 동일함을 알 수 있다.

## 같이 보기
- 쌍계사

## 참고 자료
- 하동 쌍계사 목조석가여래삼불좌상 및 사보살입상 - 국가유산청 국가유산포털